# John Gabriel
John Gabriel est un dirigeant américain de basket-ball de NBA actuellement director of scouting des New York Knicks. Il fut précédemment recruteur et administrateur pour les Portland Trail Blazers, ainsi que General Manager du Orlando Magic. Lors de cette période (1999-2003), il remporta le titre de NBA Executive of the Year, avant d'être évincé au début de la saison 2002-2003.
Gabriel démantela l'équipe du Magic et transféra de nombreux joueurs pour reconstruire l'équipe basée avec des choix de draft. Avec Darrell Armstrong menant l'équipe, le Magic compila un bilan respectable de 41 victoires - 41 défaites, manquant de peu les playoffs. Gabriel remporta le trophée car l'équipe était composé de joueurs peu renommés, de nombreux experts prédisant l'échec de l'équipe. En outre, Gabriel engagea Doc Rivers en tant qu'entraîneur du Magic au début de la saison. Vu comme un risque par ces mêmes experts, Rivers guida l'équipe et remporta le titre d'entraîneur de l'année.
La saison suivante, avec les possibilités que lui offraient le salary cap, le Magic prospecta des joueurs free agents Grant Hill, Tim Duncan et Tracy McGrady. Finalement, Hill et McGrady arrivèrent à Orlando, Floride tandis que Duncan décidait de rester avec les San Antonio Spurs. De plus, Gabriel recruta aussi Mike Miller, qui fut élu NBA Rookie of the Year.
En 2003-2004, cependant, Gabriel fut licencié par le Magic au milieu d'une série de 19 défaites de suite. Il revint en NBA, aux New York Knicks en tant que scout.